# 本荘町停留場
本荘町停留場（ほんじょうまちていりゅうじょう）は、かつて熊本県熊本市にあった熊本市交通局春竹線に属した電停（廃駅）である。

## 構造
2017年現在、コンビニ前の交差点の代継橋方面に相対式2面2線があった。

## 歴史
- 1929年（昭和4年）6月20日 辛島町（分岐点） - 春竹（現・南熊本）間を開業と共に「本庄町」電停として開業
- （年月日不明） 本庄町から本荘町改称
- 1970年（昭和45年）5月1日 辛島町 - 南熊本間の全線を廃止伴い当駅も廃駅となる[1]。。

## 現在
国道266号一部になっている。

## 隣の停留場
熊本市交通局
春竹線
本荘中通電停 - 本荘町電停 - 春竹町電停